# Sheldon (Dakota del Nord)
Sheldon és una població dels Estats Units a l'estat de Dakota del Nord. Segons el cens del 2000 tenia 135 habitants.

## Demografia
Segons el cens del 2000, Sheldon tenia 135 habitants, 62 habitatges, i 30 famílies. La densitat de població era de 260,6 hab./km².
Dels 62 habitatges en un 24,2% hi vivien nens de menys de 18 anys, en un 37,1% hi vivien parelles casades, en un 6,5% dones solteres, i en un 51,6% no eren unitats familiars. En el 48,4% dels habitatges hi vivien persones soles el 24,2% de les quals corresponia a persones de 65 anys o més que vivien soles. El nombre mitjà de persones vivint en cada habitatge era de 2,18 i el nombre mitjà de persones que vivien en cada família era de 3,27.
Per edats la població es repartia de la següent manera: un 27,4% tenia menys de 18 anys, un 5,9% entre 18 i 24, un 28,1% entre 25 i 44, un 20% de 45 a 60 i un 18,5% 65 anys o més.
L'edat mediana era de 36 anys. Per cada 100 dones de 18 o més anys hi havia 104,2 homes.
La renda mediana per habitatge era de 25.625 $ i la renda mediana per família de 50.250 $. Els homes tenien una renda mediana de 28.125 $ mentre que les dones 21.250 $. La renda per capita de la població era de 14.671 $. Entorn del 6,5% de les famílies i el 16,8% de la població estaven per davall del llindar de pobresa.

## Poblacions més properes
El següent diagrama mostra les poblacions més properes.